# إديسون برافو
إديسون برافو (بالإسبانية: Edison Bravo)‏ هو دراج تشيلي، ولد في 22 فبراير 1992 في بويرتو مونت في تشيلي.

## وصلات خارجية
- إديسون برافو على موقع الاتحاد الدولي للدراجات (الإنجليزية)
- إديسون برافو على موقع أرشيف الدراجات (الإنجليزية)
- إديسون برافو على موقع إحصائيات الدراجات الإحترافية (الإنجليزية)
- إديسون برافو على موقع أوليمبيديا (الإنجليزية)